# Francesca Salviati

Stemma dei Salviati

Francesca Salviati (Firenze, 23 agosto 1504 – ...) è stata una nobildonna figlia di Jacopo Salviati e di Lucrezia de' Medici, e quindi sorella di Maria e dei cardinali Giovanni e Bernardo Salviati.

## Biografia
Si sposò due volte, la prima con Piero Gualterotti, dal quale ebbe una figlia di nome Maria, che andò sposa a Filippo Salviati. Dopo la morte del primo marito, sposò nel 1533 Ottaviano de' Medici, patrizio di Firenze appartenente ad un ramo secondario della famiglia Medici.
La coppia ebbe come figlio il cardinale Alessandro de' Medici, che, dopo aver ricoperto importanti cariche come quella di Arcivescovo di Firenze, nel 1605 fu eletto papa scegliendo il nome di Leone XI; il suo pontificato durò appena 27 giorni, tanto da essere chiamato dai fiorentini il Papa Lampo.

## Ascendenza
|                     |                  |                      | Genitori                   |  |  | Nonni |  |  | Bisnonni          |  |  | Trisnonni       |  |
|                     |                  |                      |                            |  |  |       |  |  | Alamanno Salviati |  |  | Jacopo Salviati |  |
|                     |                  |                      |                            |  |  |       |  |  | Alamanno Salviati |  |  | Jacopo Salviati |  |
|                     |                  | Albiera Gucci        |                            |  |  |       |  |  | Alamanno Salviati |  |  |                 |  |
| Giovanni Salviati   |                  |                      |                            |  |  |       |  |  | Alamanno Salviati |  |  |                 |  |
|                     |                  | Caterina de' Medici  | Averardo de' Medici        |  |  |       |  |  |                   |  |  |                 |  |
|                     |                  | Caterina de' Medici  | Averardo de' Medici        |  |  |       |  |  |                   |  |  |                 |  |
|                     |                  | Caterina de' Medici  | Maddalena Monaldi          |  |  |       |  |  |                   |  |  |                 |  |
| Jacopo Salviati     |                  | Caterina de' Medici  |                            |  |  |       |  |  |                   |  |  |                 |  |
|                     |                  | Simone Gondi         | Silvestro Gondi            |  |  |       |  |  |                   |  |  |                 |  |
|                     |                  | Simone Gondi         | Silvestro Gondi            |  |  |       |  |  |                   |  |  |                 |  |
|                     |                  | Simone Gondi         | Alessandra Donati          |  |  |       |  |  |                   |  |  |                 |  |
| Elena Gondi         |                  | Simone Gondi         |                            |  |  |       |  |  |                   |  |  |                 |  |
|                     |                  | Maria Buondelmonti   | Simone Buondelmonti        |  |  |       |  |  |                   |  |  |                 |  |
|                     |                  | Maria Buondelmonti   | Simone Buondelmonti        |  |  |       |  |  |                   |  |  |                 |  |
|                     |                  | Maria Buondelmonti   | …                          |  |  |       |  |  |                   |  |  |                 |  |
| Francesca Salviati  |                  | Maria Buondelmonti   |                            |  |  |       |  |  |                   |  |  |                 |  |
|                     | Piero de' Medici | Cosimo de' Medici    |                            |  |  |       |  |  |                   |  |  |                 |  |
|                     | Piero de' Medici | Cosimo de' Medici    |                            |  |  |       |  |  |                   |  |  |                 |  |
|                     | Piero de' Medici | Contessina de' Bardi |                            |  |  |       |  |  |                   |  |  |                 |  |
| Lorenzo de' Medici  | Piero de' Medici |                      |                            |  |  |       |  |  |                   |  |  |                 |  |
|                     |                  | Lucrezia Tornabuoni  | Francesco Tornabuoni       |  |  |       |  |  |                   |  |  |                 |  |
|                     |                  | Lucrezia Tornabuoni  | Francesco Tornabuoni       |  |  |       |  |  |                   |  |  |                 |  |
|                     |                  | Lucrezia Tornabuoni  | Selvaggia degli Alessandri |  |  |       |  |  |                   |  |  |                 |  |
| Lucrezia de' Medici |                  | Lucrezia Tornabuoni  |                            |  |  |       |  |  |                   |  |  |                 |  |
|                     |                  | Jacopo Orsini        | Orso Orsini                |  |  |       |  |  |                   |  |  |                 |  |
|                     |                  | Jacopo Orsini        | Orso Orsini                |  |  |       |  |  |                   |  |  |                 |  |
|                     |                  | Jacopo Orsini        | Lucrezia Conti             |  |  |       |  |  |                   |  |  |                 |  |
| Clarice Orsini      |                  | Jacopo Orsini        |                            |  |  |       |  |  |                   |  |  |                 |  |
|                     |                  | Maddalena Orsini     | Carlo Orsini               |  |  |       |  |  |                   |  |  |                 |  |
|                     |                  | Maddalena Orsini     | Carlo Orsini               |  |  |       |  |  |                   |  |  |                 |  |
|                     |                  | Maddalena Orsini     | Paola Orsini               |  |  |       |  |  |                   |  |  |                 |  |
|                     |                  | Maddalena Orsini     |                            |  |  |       |  |  |                   |  |  |                 |  |